# Дьяконово (Одинцовский район)
Дьяконово — деревня в Одинцовском районе Московской области, в составе сельского поселения Ершовское. Население 18 человек на 2006 год, в деревне числятся 2 садовых товарищества. До 2006 года Дьяконово входило в состав Каринского сельского округа.

## География
Деревня расположена на северо-западе района, на впадающей слева в Москва-реку малой речке Безымянке, в 13 километрах на юго-запад от Звенигорода, высота центра над уровнем моря 167 м.

## История
Впервые в исторических документах деревня упоминается в 1800 году, согласно которым в деревне Дьяконово Покровской волости числилось 30 дворов и 129 душ мужского и 110 женского пола. На 1852 год в казённой деревне Дьяконово числилось 33 двора, 145 душ мужского пола и 146 — женского, в 1890 году — 388 человек. По Всесоюзной переписи 17 декабря 1926 года числилось 43 хозяйства и 216 жителей, по переписи 1989 года — 25 хозяйств и 222 жителя.